# Florynce Kennedy
Florynce Rae „Flo“ Kennedy (* 11. Februar 1916 in Kansas City, Missouri; † 23. Dezember 2000 in New York City) war eine US-amerikanische Juristin und Aktivistin, die sich sowohl für die Bürgerrechtsbewegung als auch in der Frauenbewegung engagierte.

## Leben

### Frühe Jahre und Ausbildung
Florynce Kennedy wurde 1916 als zweitälteste von fünf Töchtern eines afroamerikanischen Ehepaares geboren. Ihre Eltern stammten aus der Mittelschicht und gehörten zu den ersten Afroamerikanern, die in einem Vorort lebten, also jenem Stadtteil, der typischerweise eher der weißen Ober- und Mittelschicht vorbehalten war. Ihre Mutter legte Wert auf eine offene und fortschrittliche Erziehung, der Kennedy später einen wesentlichen Einfluss auf ihren politischen Aktivismus nachsagte. Wenngleich Kennedy so in recht gut situierten Verhältnissen aufwachsen konnte, erlebte sie von früher Kindheit an alltäglich Rassismus gegenüber ihr und ihrer Familie. Während der Great Depression arbeitete sie neben der Schule als Haushaltshilfe, um das Einkommen der Familie aufzubessern. 1934 schloss sie mit überdurchschnittlichen Noten die High School ab. Danach eröffnete sie mit ihren Schwestern einen Hutladen; ebenfalls arbeitete sie bei einem Radiosender und als Aufzugführerin. Nach dem Tod ihrer Mutter 1941 übernahm sie zusammen mit ihrer älteren und der nächstjüngeren Schwester die Erziehung der beiden jüngsten Schwestern.
Ein erstes Erlebnis als Aktivistin machte Kennedy gemeinsam mit ihrer Schwester, als sie 1942 auf einer Zugfahrt von Kansas City nach Chicago in einem Café in Monroe City wegen ihrer Hautfarbe nicht bedient wurde. Spontan begannen die beiden ein Sit-in, das von weißen Männern gewaltsam beendet wurde. Dabei erlitt Kennedy eine Verletzung an der Wirbelsäule, unter deren gesundheitlichen Folgen sie für den Rest ihres Lebens litt. Ein Jahr später zog sie mit ihrer Schwester in den afroamerikanischen New Yorker Stadtteil Harlem in eine heruntergekommene Mietwohnung. Mit einer Klageandrohung konnte Kennedy zu ihrer eigenen Überraschung den weißen Vermieter zur Ausbesserung der bemängelten Schäden zwingen; wenig später konnte sie ebenfalls auf juristischem Wege Schadensersatzforderungen gegen das Café in Monroe City durchsetzen. Auf diesem Weg entdeckte sie in den Rechtswissenschaften ein mögliches Mittel im Kampf gegen die Rassendiskriminierung. Deshalb entwickelte Kennedy den Wunsch, selbst Anwältin zu werden. Ab 1945 besuchte sie zunächst die Columbia University School of General Studies und ab 1949 die Columbia Law School, die sie zunächst abgelehnt und dann nach einer Klagedrohung wegen Rassendiskriminierung doch angenommen hatte. 1951 schloss sie ihr Studium mit dem Erhalt des Juris Doctor ab.

### Anwältin und Aktivistin
1954 eröffnete Kennedy als erste afroamerikanische Frau eine eigene Anwaltskanzlei im Zentrum von Manhattan; drei Jahre später traten zwei weiße Anwälte in die Kanzlei ein. Eine ebenfalls 1957 eingegangene Ehe mit dem Science-Fiction-Autor Charles Dye (1925–1960) mündete 1959 in der Trennung; noch vor Einreichung der Scheidung starb ihr Noch-Ehemann an einer Leberzirrhose. Beruflich gesehen beschäftigte sich Kennedys Kanzlei hauptsächlich mit Fällen, die mit der Verletzung des geistigen Eigentums zu tun hatten; ein Großteil ihrer Kunden waren New Yorker Künstler. Kennedy vertrat unter anderem die Jazzsängerin Billie Holiday, die vor Gericht eine zunächst verweigerte Ausreiseerlaubnis für eine Auslandstournee erstreiten wollte, und nach deren Tod ihren Ehemann Louis McKay wegen Streitigkeiten über die posthume Nutzung von Holidays Werken. In einem ähnlichen Fall repräsentierte sie die Witwe des Musikers Charlie Parker. Durch beide Fälle wurde Kennedy überregional als Anwältin bekannt, trotzdem musste sie wenig später wegen finanziellen Problemen ihre Kanzlei schließen.
Danach war Kennedy weiterhin als Anwältin tätig, konzentrierte sich aber mehr auf Fälle aus dem Umfeld der Bürgerrechts- und Frauenbewegung, die sie politisch unterstützte. Verstärkt kombinierte sie zudem ihre Gerichtsfälle mit Medienauftritten, um eine möglichst breite Wirkung zu entfalten. Zu diesem Zweck hatte sie eine eigene wöchentliche Kolumne in der afroamerikanischen Tageszeitung The Queens Voice und eine dreißigminütige Politiksendung beim New Yorker Radiosender WLIB. Später moderierte sie knapp zwanzig Jahre lang mit der Flo Kennedy Show eine eigene TV-Sendung. 1968 vertrat sie die Andy-Warhol-Angreiferin Valerie Solanas, die sie als feministische Aktivistin gegen die Ausbeutung von Frauen durch Männer zu porträtieren versuchte. 1971 war sie als Anwältin der Anklage federführend an der Sammelklage Abramowicz v. Lefkowitz beteiligt, die das restriktive Abtreibungsgesetz des Bundesstaates New York zu Fall brachte und als wichtiger Präzedenzfall für Roe v. Wade gilt. Zeugenaussagen aus diesem Fall von Frauen, die illegalerweise abgetrieben hatten, publizierte sie mit Diane Schulder anschließend in Buchform unter dem Titel Abortion Rap. In anderen Fällen verteidigte sie den Bürgerrechtler H. Rap Brown oder die Black-Panther-Mitglieder Angela Davis, Assata Shakur und Afeni Shakur.
Kennedys Aktivismus erstreckte sich aber auch über den Gerichtssaal hinaus. 1966 gründete sie die Organisation Media Workshop, die der Bürgerrechtsbewegung kommunikationsstrategisch helfen sollte. Auf diesem Weg organisierte Kennedy unter anderem Proteste gegen die Marketingagentur Benton and Bowles und unterstützte die Wiederwahlkampagne des Politikers Adam Clayton Powell junior für das US-Repräsentantenhaus 1966. Im gleichen Jahr gehörte sie zu den Gründungsmitgliedern von Betty Friedans feministischer Organisation National Organization for Women (NOW). 1968 beteiligte sie sich an den feministischen Protesten rund um die Wahl zur Miss America 1969. Schon bald wandte sie sich verstärkt solchen Organisationen zu, die die Ziele der Frauenbewegung mit jenen der Bürgerrechtsbewegung verbanden. 1967 organisierte sie die erste Black Power Conference in Newark, 1971 war sie unter den Mitbegründerinnen des National Women’s Political Caucus, der Frauen bei der Wahl in politische Ämter unterstützen wollte. Im gleichen Jahr gründete sie die Feminist Party, mit der sie den Präsidentschaftswahlkampf von Shirley Chisholm unterstützte. Später engagierte sie sich hauptsächlich im Rahmen des etwas radikaleren black power movement (siehe Black Power). 1975 begründete sie die National Black Feminist Organization. Ebenfalls fungierte sie als Bindeglied zwischen der Bürgerrechtsbewegung und weißen Radikalfeministinnen und beeinflusste auf diesem Wege unter anderem Ti-Grace Atkinson.
Seit Ende der 1960er trat die für ihren Cowboy-Hut und pinke Sonnenbrille bekannte Kennedy regelmäßig auch als öffentliche Rednerin in Erscheinung, in den 1970ern häufig gemeinsam mit Gloria Steinem. Später wurde sie auch eine Kritikerin der Werbungsindustrie und forderte eine stärkere Aufmerksamkeit für die Belange von Frauen und Minderheiten innerhalb der Werbung. In Zusammenarbeit mit Margo St. James kämpfte sie ab Mitte der 1970er zudem für die Entkriminalisierung von Prostitution. 1976 veröffentlichte Kennedy unter dem Titel Color Me Flo ihre Autobiografie. Trotz zunehmender gesundheitlicher Probleme setzte sie in den 1980er und 1990er Jahren ihren Aktivismus fort; noch mit 81 Jahren beteiligte sie sich an einer Klage wegen sexueller Belästigung gegen die National Urban League. Sie starb Ende 2000 im Alter von 84 Jahren in ihrer Wahlheimat New York City.

## Veröffentlichungen
- mit Diane Schulder: Abortion Rap. McGraw-Hill, New York 1971. ISBN 0-07-055712-8.
- Color Me Flo: My Hard Life and Good Times. Prentice-Hall, Englewood Cliff 1976. ISBN 0-13-152363-5.